# Ретиноиды
Ретиноиды — производные ретиноевой кислоты, группа веществ, входящих в группу витамина А. Все ретиноиды обладают активностью в отношении ядерных рецепторов ретиноидной кислоты или ретиноидных X-рецепторов, которые влияют на транскрипцию ДНК в клетках кожи.

## Применение
Ретиноиды широко применяются в дерматологии, также применяются в косметологии для устранения фотостарения кожи и для борьбы с возрастными изменениями кожи с целью замедлить её старение.
Эфир ретиноевой кислоты гидроксипинаколон ретиноат (hydroxypinacolone retinoate) имеет такое же биологическое действие, как и чистый ретинол, при этом более стабилен и вызывает меньше нежелательных реакций кожи.

## Состав группы ретиноидов
Ретиноиды первого поколения:
- ретинол (витамин A¹, аксерофтол);
- дегидроретинол;
- ретинолпальмитат;
- ретинолацетат;
- ретиналь (ретинен, витамин А-альдегид);
- рутинол;
- третиноин (полностью транс-ретиноевая кислота, ATRA);
- алитретиноин[англ.] (9-цис-ретиноевая кислота);
- изотретиноин (13-цис-ретиноевая кислота).

Ретиноиды второго поколения:
- ацитретин[англ.];
- етретинат[англ.].

Ретиноиды третьего поколения:
- адапален[англ.];
- бексаротен[англ.];
- тазаротен[англ.];

Ретиноиды четвёртого поколения:
- трифаротен.